# Futbolniy Klub Orenburg
O FC Gazovik Orenburg é um clube de futebol russo da cidade de Orenburg. Foi fundado em 1976, dispulta suas partidas como madante no Estádio Gazovik que está localizado na mesma cidade do clube.